# Euthalia meforensis
Euthalia meforensis är en fjärilsart som beskrevs av Talbot 1932. Euthalia meforensis ingår i släktet Euthalia och familjen praktfjärilar. Inga underarter finns listade i Catalogue of Life.